# Tetija (mitologija)
Tetija (grč. Τηθύς, Têthýs) u grčkoj mitologiji Uranova je i Gejina kći, Titanida; boginja mora koja je bila Okeanova sestra i žena te je s njim imala tri tisuće kćeri zvanih Okeanide.

## Etimologija
Tetijino ime dolazi od grčke riječi τηθη, tethe = "baka".
Katkad se pogrešno zamjenjuje s Tetidom, jednom od Nereida.

## Mitologija
Tetija je bila Okeanova družica, a postali su roditelji oceanskim nimfama - Okeanidama kojih je bilo 3000, a također i svim rijekama, fontanama i jezerima svijeta. Bila je majka glavnih svjetskih rijeka, kao što su Nil, Alfej i Meandar.
Za vrijeme rata protiv Titana, u takozvanoj Titanomahiji, odgojila je Reju.
Nakon što je Zeus Kalisto i njezina sina Arkada postavio kao zviježđa Veliki medvjed i Mali medvjed, Zeusovoj ženi Heri to se, zbog njegove prijevare, nije svidjelo te je tražila Tetiju da joj pomogne. Tetija ih je proklela da zauvijek kruže nebom i da nikad ne zađu ispod obzora (zato su cirkumpolarni).

## Vanjske poveznice
- Tetija u klasičnoj literaturi i umjetnosti (engl.)